# Val Chiarone
La val Chiarone è una valle dell'Appennino ligure formata dall'omonimo torrente, situata interamente in provincia di Piacenza.

## Geografia fisica
La val Chiarone è formata dal torrente Chiarone e confina a occidente con la val Tidone e la val Tidoncello, a mezzogiorno ancora con la val Tidoncello e a levante con la val Luretta.
La parte mediana della vallata è caratterizzata dalla presenza di un massiccio in arenaria affiorante modellato dall'azione erosiva superficiale che ha generato il profilo di valle a canoa generato da una specie di conca sospesa con una forma che richiama quella di una canoa, con i bordi della canoa che sono rappresentati dai rilievi più alti posti ai limiti della valle.

### Monti
La montagna più alta della val Chiarone è il monte Aldone, alto 810 m s.l.m. e posto sullo spartiacque con la val Tidoncello; questo spartiacque è caratterizzato dalla presenza di litotipi calcareo-marnosi del tipo Flysch di Monte Cassio, questo ha portato alla formazione di un ambiente roccioso con versanti particolarmente ripidi. Un altro rilievo posto sullo stesso spartiacque è il monte Ciarello (716 m s.l.m.).
Nei pressi dello spartiacque con la val Tidone si trova il monte San Martino, rilievo di modesta altezza (494 m s.l.m.), ma caratterizzato dalla presenza, sulla vetta, di due grosse formazioni rocciose di forma aguzza tra le quali si insinua uno stretto sentiero.

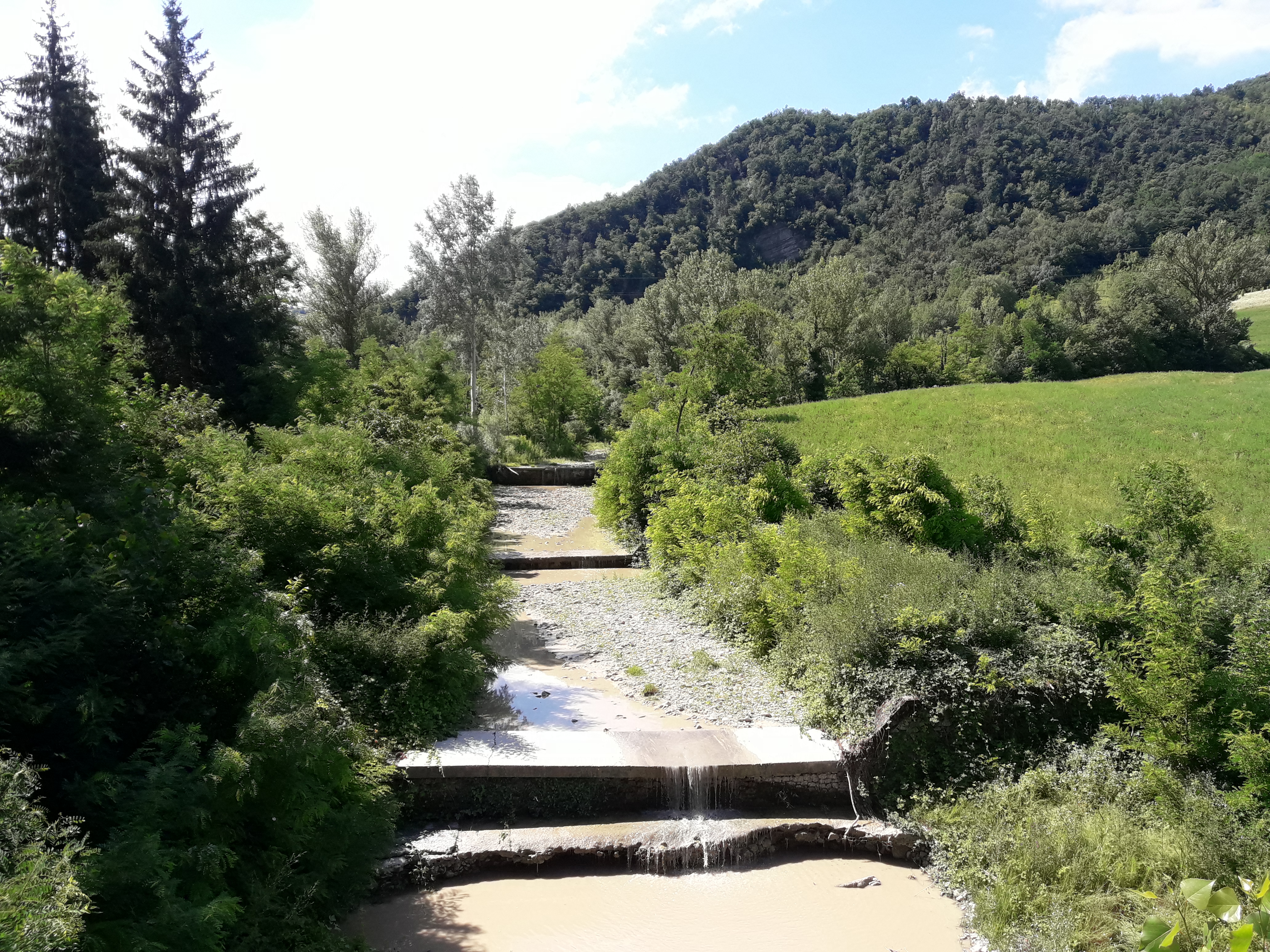
Il torrente Chiarone nei pressi di Case Gazzoli

### Idrografia
Il corso d'acqua principale della valle è il torrente Chiarone, affluente di destra del torrente Tidone, che nasce a nord di Marzonago, con il nome di rio Rosso, assumendo, poi, il nome di Chiarone dopo la foce del rio Gadignano, affluente di sinistra, scorre da meridione a settentrione per poco meno di 9 km, e ha la sua foce a oriente di Pianello Val Tidone.
Tra gli affluenti del Chiarone, oltre al rio Rosso e al rio Gadignano, si trovano il rio d'Alba, il rio Tinello e il rio Gazzoli, anche chiamato rio Valle.

## Storia
La vallata fu abitata fin dalla Preistoria: lungo l'asta del torrente Chiarone sono stati ritrovati resti di insediamenti databili tra il V e il III millennio a.C.. Altri ritrovamenti, avvenuti tra la zona della Rocca d'Olgisio e la piana di San Martino sono invece databili alle età del bronzo e del ferro.
Successivamente, la val Chiarone fu teatro di insediamenti anche in epoca romana; resti di abitati sono stati trovati nei pressi del cimitero di Pianello, situato nei pressi della foce del Chiarone nel Tidone. La presenza umana continuò tra le età tardo-antica e alto medievale, come testimoniato dal ritrovamento di una necropoli nella zona del camposanto di Pianello e dai resti presenti nel sito archeologico della piana di San Martino, diventato sede di campagne di scavi archeologici tra la fine del XX secolo e l'inizio del XXI secolo.
Intorno all'anno Mille, sullo spartiacque che divide la val Chiarone dalla val Tidone venne costruita la Rocca d'Olgisio, fortificazione a pianta irregolare posta in una posizione dominante rispetto ai territori circostanti e difesa da sei ordini di mura.
Nell'ultimo quarto del XIV secolo Gian Galeazzo Visconti, duca di Milano, concesse la rocca e i territori situati nelle vicinanze di Pianello a Jacopo Dal Verme, già signore di Bobbio, avviando la formazione del primo nucleo dello stato vermesco che, in seguito, avrebbe esteso il suo potere su tutta la val Tidone.
Seguendo le sorti di Pianello, la val Chiarone fu concessa a Galeazzo Sanseverino da parte di Ludovico il Moro negli ultimi anni del XV secolo; per, poi, tornare brevemente alla famiglia Dal Verme fino al 1516 quando fu restituita ai Sanseverino da parte del re di Francia Francesco I: durante la campagna francese la rocca d'Olgisio subì un assedio da parte di truppe fedeli a Francesco, durante il quale fu oggetto di più di 1000 colpi di cannone, riportando, alla fine, solo il pesante danneggiamento di un torrione. Nel 1521 le truppe di papa Leone X occuparono la zona, riassegnandola alla famiglia Dal Verme, la quale ne mantenne il controllo fino al 1646, quando, a seguito della morte senza eredi di Federico Dal Verme, il territorio entrò a far parte della camera ducale farnesiana, seguendo, da quel momento, le sorti della città di Piacenza.
Durante la seconda guerra mondiale, nell'ambito della resistenza partigiana, nella valle furono attive formazioni partigiane, tra cui la I brigata della divisione Giustizia e Libertà di Piacenza che pose la sua sede nella Rocca d'Olgisio, la quale venne più volte sottoposta a d attacchi da parte delle truppe nazifasciste.

## Monumenti e luoghi d'interesse

### Architetture militari

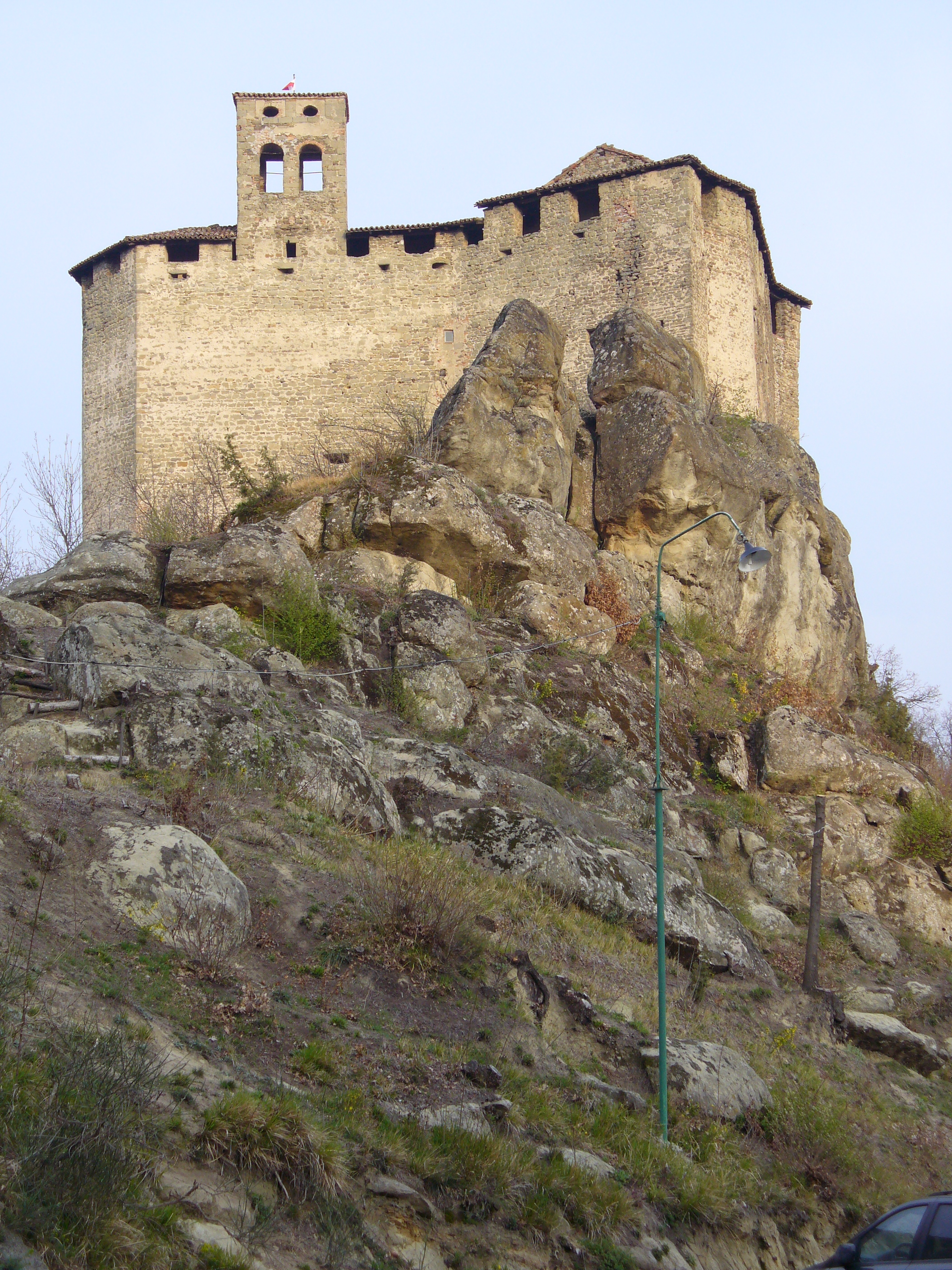
La Rocca d'Olgisio

Rocca d'OlgisioComplesso fortificato posto su d'una rupe scoscesa a cavallo tra la val Tidone e la val Chiarone a 564 m di altezza s.l.m. , in una posizione che permette un'ampia vista sulla pianura Padana e sulle valli circostanti. Le prime notizie pervenute risalgono al 1037, quando la rocca divenne proprietà dei monaci di San Savino; una leggenda vuole che il castello fosse precedentemente di proprietà di un certo Giovannato. Nel 1378 ne entrarono in possesso i Dal Verme, che ne mantennero la proprietà fino all'estinzione del ramo familiare. L'edificio presenta un mastio circondato da sei ordini di mura, l'oratorio, il pozzo, diversi saloni affrescati e un loggiato cinquecentesco. All'esterno della fortificazione si trovano alcune grotte, originariamente sede di una necropoli preistorica, legate ad avvenimenti leggendari e sacri: la grotta delle sante Faustina e Liberata, la grotta dei coscritti e la grotta del cipresso.
Castello di L'ArdaraComplesso locato su di un promontorio circondato da pareti scoscese su tre quarti dei lati, si presenta in buone condizioni di conservazione grazie a un restauro, pur se con un aspetto profondamente rimaneggiato rispetto all'originale. Il mastio originale, parzialmente inglobato in costruzioni più recenti presenta un arco gotico realizzato in arenaria. Sulla cinta fortificata esterna sono presenti i resti di due torri a cuspide poste sul lato che dà sulla pianura e due torri di minore altezza sul lato a monte; sullo stesso lato si trovava l'ingresso con un portale in pietra parzialmente conservato.

### Siti archeologici
Piana di San MartinoSito archeologico situato sul crinale tra le valli del Chiarone e del suo affluente rio Tinello; i locali scavi, condotti dall'Associazione Archeologica Pandora con la supervisione della Soprintendenza per i beni archeologici dell'Emilia-Romagna hanno portato alla luce i resti di un sito sviluppatosi in età tardoantica e altomedievale formato da alcune abitazioni, una piccola chiesa e una torre con funzioni difensive. Nel 2018 i resti sono stati ricoperti su indicazione della soprintendenza per garantirne la conservazione. I reperti recuperati durante le campagne di scavo sono conservati al museo archeologico della Val Tidone di Pianello.

## Cultura
Questa valle fa parte del territorio culturalmente omogeneo delle quattro Province, caratterizzato da usi e costumi comuni e da un repertorio di musiche e balli molto antichi. Strumento più diffuso di questa zona è il piffero appenninico.

## Infrastrutture e trasporti

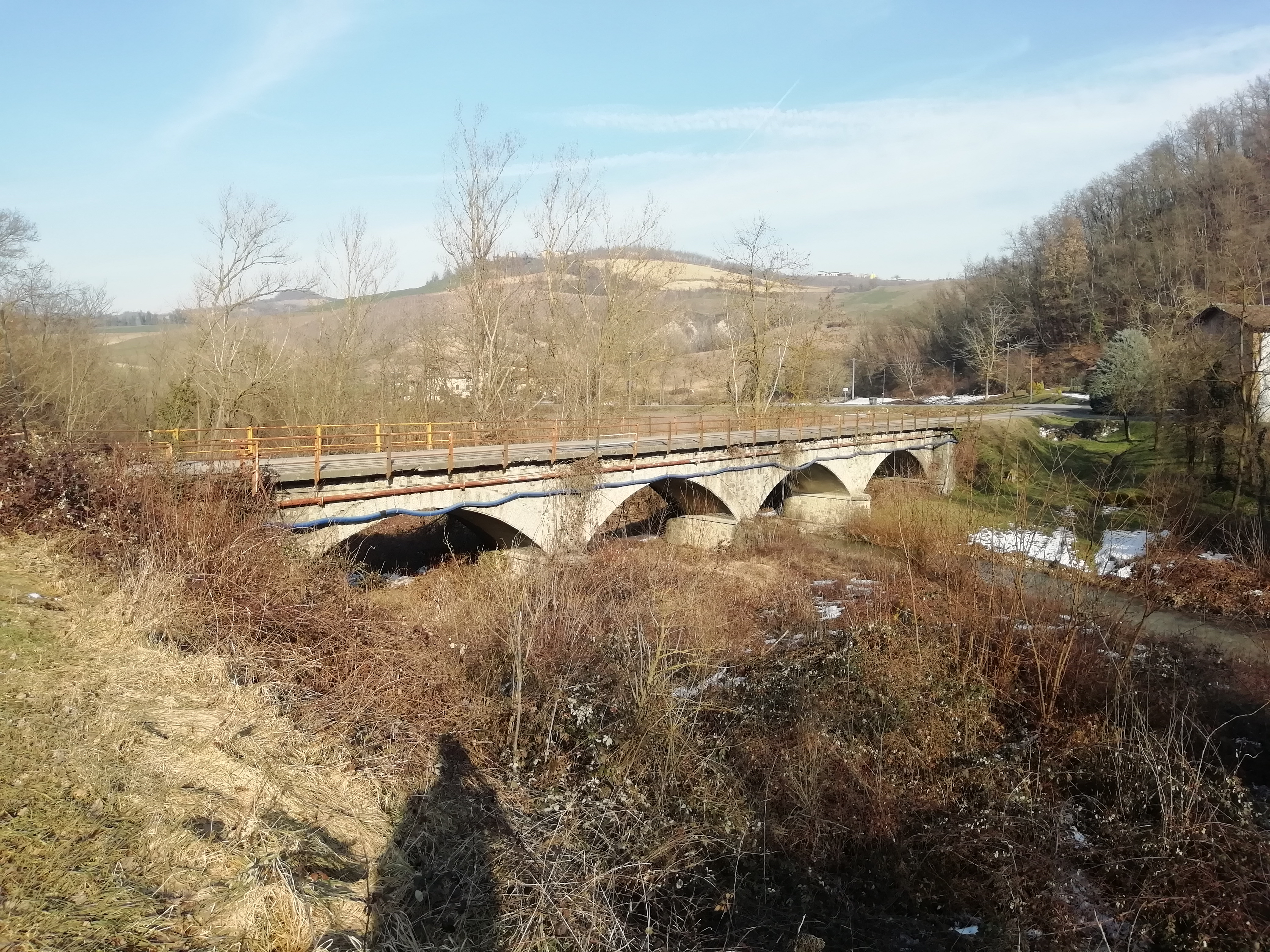
Ponte della strada comunale sul torrente Chiarone

La vallata è percorsa da Pianello fino alla frazione di Case Gazzoli dalla strada Provinciale 60 di Croce che, poi, prosegue verso la val Luretta immettendosi nella strada provinciale 65 della Caldarola a monte di Vidiano, in comune di Piozzano. Da Case Gazzoli una strada comunale si dirama dalla strada provinciale 60 percorrendo il fondovalle.

## Amministrazione
La val Chiarone è compresa amministrativamente all'interno dei comuni di Pianello Val Tidone al quale appartiene la maggior parte della vallata, Piozzano e Alta Val Tidone.
Il territorio della val Chiarone ha fatto parte, per la porzione compresa nei comuni di Pianello Val Tidone e Pecorara, poi confluito nel comune di Alta Val Tidone, della comunità montana valle del Tidone, sciolta nel 2009, mentre la parte di valle compresa nel territorio comunale di Piozzano ha fatto parte della comunità montana Appennino Piacentino, poi sostituita dall'Unione Montana Valli Trebbia e Luretta.